# Stenorumia longipennis
Stenorumia longipennis är en fjärilsart som beskrevs av W. Warren 1893. Stenorumia longipennis ingår i släktet Stenorumia och familjen mätare. Inga underarter finns listade i Catalogue of Life.